# Nürtingen
Nürtingen é uma cidade da Alemanha, no distrito de Esslingen, na região administrativa de Estugarda , estado de Baden-Württemberg.
A cidade fica a 19 km de Stuttgart e desde 1961 é considerada uma cidade distrital de porte grande Große Kreisstadt.
Nürtingen está situada no Alpe suíço.